# (523627) 2008 QB43
(523627) 2008 QB43 est un objet transneptunien de la ceinture de Kuiper.

## Caractéristiques
(523627) 2008 QB43 mesure environ 278 kilomètres de diamètre.